# HD 6
HD 6 är en ensam stjärna i den södra delen av stjärnbilden Fiskarna. Den har en skenbar magnitud av ca 6,32 och är mycket svagt synlig för blotta ögat där ljusföroreningar ej förekommer. Baserat på parallax enligt Gaia Data Release 2 på ca 15,0 mas, beräknas den befinna sig på ett avstånd på ca 218 ljusår (ca 67 parsek) från solen. Den rör sig bort från solen med en heliocentrisk radialhastighet på ca 15 km/s.

## Egenskaper
HD 6 är en gul till orange jättestjärna av spektralklass G9 III, som har utvecklats bort från huvudserien och nu ingår i röda klumpen på den horisontella jättegrenen. Den har en massa som är ca 1,4 solmassor, en radie som är ca 13 solradier och har ca 74 gånger solens utstrålning av energi från dess fotosfär vid en effektiv temperatur av ca 4 700 K.